# Квин Найджа
Квин Найджа (англ. Queen Naija, род. 17 октября 1995, Ипсиланти, Мичиган) — американская певица и актриса. Она начала свою карьеру в качестве видеоблогера на YouTube и появилась в тринадцатом сезоне «American Idol». Её сингл 2017 года «Medicine» достиг пика в топ-50 Billboard Hot 100; в следующем году она подписала контракт с Capitol Records.

## Биография
Квин Найджа родилась 17 октября 1995 года в Ипсиланти, штат Мичиган. Она описала свое происхождение как смесь «арабской, чёрной и итальянской крови», но также упомянула, что у неё есть индийские корни, хотя она не была уверена, насколько. Её отец из Йемен.
Имя, данное ей при рождении, Квин Найджа, дала ей мать. «Квин» была навеяна именем её бабушки, у которой было такое же имя, а «Найджа» представляла имя её отца.

## Дискография

### Студийные альбомы
- Missunderstood (2020)

### Мини-альбомы
- Queen Naija EP (2018)[4]

### Синглы
- «Medicine» (2017)[5]
- «Karma» (2018)[6]
- «Butterflies» (2018)[7]
- «War Cry» (2018)[8]
- «Away from You» (2019)
- «Good Morning Text» (2019)
- «Butterflies Pt.2» (2020)
- «Pack Lite» (2020)
- «Lie to Me» (featuring Lil Durk) (2020)
- «Love Language» (2020)
- «Bitter» (featuring Latto) (2020)
- «Set Him Up» (featuring Ari Lennox) (2021)[9]
- «Hate Our Love» (with Big Sean) (2022)[10]
- «No Fake Love» (featuring YoungBoy Never Broke Again) (2023)